# X-Men: Destiny
X-Men Destiny es un videojuego basado en los cómics de Marvel los X-Men. El juégo fue desarrollado por Silicon Knights y publicado por Activision. El juego fue lanzado el 27 de septiembre de 2011 en Norteamérica para las plataformas de Xbox 360, PlayStation 3, Nintendo DS y Wii.

## Modo de juego
En X-Men: Destiny, los jugadores controlan a nuevos mutantes que se inscribieron a la Mansión X o se unieron a La hermandad de los mutantes, los jugadores tienen que «armar su destino» para poder salvar a los mutantes. X-. Men: Destiny pone énfasis en la elección, en lugar de un juego tipo lineal más tradicional. Según el comunicado de prensa oficial, "el nuevo juego de vídeo original arroja jugadores como nuevos reclutas mutantes en una historia rica, la ramificación que cuenta con un elemento profundo de elección y da a los jugadores el máximo control de su destino".
A lo largo del juego, los jugadores recogen mejoras de energía llamados "X-Genes". Cada "X-Gene" puede desbloquear tres tipos de habilidades: ofensivas, defensivas y de servicios públicos. X-genes pueden ser mezclados y sincronizados como el jugador crea conveniente para una experiencia única.
Algunos minoristas han empaquetado el juego con el exclusivo pre-order bonus. Los que pre-ordenar en Amazon.com recibieron un código de desbloqueo temprano para equipo Emma Frost y X-Genes-, Best Buy ofrece un código de desbloqueo a principios de traje de Juggernaut y X-genes, y los clientes pre-pedido Game Stop recibió traje de Havok y X -Genes.

## Reparto
- Jamie Chung - Aimi Yoshida
- Scott Porter - Adrian Luca
- Milo Ventimiglia - Grant Alexander
- Steven Blum - Wolverine , Pyro
- Aileen Ong Casas - Surge, Pixie
- Keith Ferguson - Cameron Hodge
- Bob Glouberman - Caliban
- Bill Graves - Magneto
- Phil LaMarr - Gambi, Forge
- Yuri Lowenthal - Nightcrawler, Northstar
- Sunil Malhotra - Quicksilver
- Jason Marsden - Iceman
- Sumalee Montano - Mystique
- Nolan North - Cyclops, Ghost Dad
- Alexander Polinsky - Toad
- André Sogliuzzo - Colossus, Luis Reyes
- Gaku Space - Sunfire
- Joel Spence - Sublime
- Keith Szarabajka - Bastion
- Fred Tatasciore - Juggernaut
- Kari Wahlgren - Emma Frost
- Wally Wingert - Narrador

## Recepción
X-Men Destiny tuvo en general críticas negativas, por el complejo modo de batalla e historia corta.